# Cynoglossum montanum
Cynoglossum montanum är en strävbladig växtart som beskrevs av Carl von Linné. Cynoglossum montanum ingår i släktet hundtungor, och familjen strävbladiga växter. Inga underarter finns listade i Catalogue of Life.